# بروس إم. أوين
بروس إم. أوين (بالإنجليزية: Bruce M. Owen)‏ هو اقتصادي أمريكي، ولد في 13 أكتوبر 1943 في ورسستر في الولايات المتحدة.